# Monomorium sahlbergi
Monomorium sahlbergi is een mierensoort uit de onderfamilie van de Myrmicinae. De wetenschappelijke naam van de soort is voor het eerst geldig gepubliceerd in 1898 door Emery.